# Station Pszczółki
Station Pszczółki is een spoorwegstation in de Poolse plaats Pszczółki.